# Platypalpus albicornis
Platypalpus albicornis är en tvåvingeart som först beskrevs av Zetterstedt 1842.  Platypalpus albicornis ingår i släktet Platypalpus och familjen puckeldansflugor. Inga underarter finns listade i Catalogue of Life.